# Galathealinum bruuni
Galathealinum bruuni är en ringmaskart som beskrevs av Kirkegaard 1956. Galathealinum bruuni ingår i släktet Galathealinum och familjen skäggmaskar. Inga underarter finns listade i Catalogue of Life.